# Bernard Bosanquet
Bernard Bosanquet, född 14 juni 1848 och död 8 februari 1923, var en brittisk filosof.

## Biografi
Bosanquet studerade från 1868 vid Balliol College vid universitetet i Oxford, och var 1878-81 fellow vid samma universitet. Han bosatte sig därpå i London och verkade 1903-08 som professor i moralfilosofi vid universitetet i St. Andrews. Han stod tankemässigt filosoferna Thomas Hill Green, Benjamin Jowett och Edward Caird, nära, och inspirerades av Platon och Friedrich Hegel, samt senare även av Hermann Lotze. Inom hemlandets filosofi var han mest närbesläktad med F.H. Bradley. 
Bosanquet var livligt aktiv i en rad filosofiska föreningar, och företrädde bland annat University-extension-rörelsen. Bland hans arbeten märks Knowledge and reality (1885), Logic (2 band, 1888), A historiy of æsthetic (1892), The philiosophical theory of the state (1899), The principle of individuality and value (1913), Implicaton and linear inference (1920) samt The meeting of extremes in contemporary philosophy (1921, 2:a upplagan 1924). Vissa av hans i tidskrifter strödda smärre avhandlingar blev postumt utgivna under titeln Science and philosophy and other essays (1927).